# Estación de Aznalcázar-Pilas
Aznalcázar-Pilas es una estación de ferrocarril situada en el municipio español de Aznalcázar, en la provincia de Sevilla, comunidad autónoma de Andalucía. En la actualidad no cuenta con servicios de pasajeros y está cerrada al público. Como otras estaciones de la línea Sevilla-Huelva, es de estilo neomudéjar.

## Situación ferroviaria
Las instalaciones se encuentran situadas en el punto kilométrico 35,6 de la línea férrea de ancho ibérico Sevilla-Huelva, a 17 metros de altitud, entre las estaciones de Benacazón y Carrión de los Céspedes. Este trazado tenía como cabecera histórica la estación de Sevilla-Plaza de Armas.

## Historia
La estación fue abierta al tráfico el 15 de marzo de 1880 con la puesta en funcionamiento de la línea férrea Sevilla-Huelva. La compañía MZA fue la que llevó a cabo las obras. Si bien la concesión inicial no era suya, la adquirió a la Compañía de los Ferrocarriles de Sevilla a Huelva y a las Minas de Río Tinto en 1877 para poder extender su red hasta el oeste de Andalucía. En su momento la estación de Aznalcázar llegó a contar con un importante tráfico tanto de pasajeros como de mercancías, este último muy ligado a las Bodegas Medina Garvey. En 1941, con la nacionalización de la red ferroviaria de ancho ibérico, las líneas de la compañía MZA fueron integradas en la recién creada Red Nacional de los Ferrocarriles Españoles (RENFE). El hecho de que la estación se encontrase bastante alejada de los dos núcleos de población acabó favoreciendo al transporte por carretera, en detrimento del ferrocarril. A finales de la década de 1970 la estación fue cerrada al servicio de viajeros.
Desde enero de 2005, con la división de la antigua RENFE, el ente Adif es la titular de las instalaciones.

## Instalaciones
En sus orígenes la estación contaba con un edificio de viajeros de estilo neomudéjar, un muelle-almacén de mercancías, un depósito de agua para las locomotoras de vapor, así como varias vías de sobrepaso y algunas vías muertas para el apartado de vagones de mercancías. En 2021 se adjudicó la construcción de un nuevo gabinete de circulación, que se situaría junto al edificio principal.